# Chlorek cynku
Chlorek cynku (łac. zinci chloridum), ZnCl
2 – nieorganiczny związek chemiczny, sól cynku i kwasu solnego. Silnie higroskopijny, rozpuszczalny w wodzie, alkoholu etylowym, eterze, glicerynie.

## Zastosowanie
- w syntezie organicznej jako kwas Lewisa[4]
- bezwodny jako środek suszący
- środek odkażający i ściągający (roztwór 1%)[5]
- zaprawa przy drukowaniu tkanin
- topnik do oczyszczania powierzchni lutowanych
- mikronawóz
- składnik elektrolitu
- składnik żużli pokrywająco-rafinujących stosowanych przy wytopie stopów cynku

## Otrzymywanie
Bezwodny chlorek cynku można otrzymać m.in. w wyniku reakcji chloru (w temp. 700 °C) lub chlorowodoru (na gorąco) z cynkiem. Przemysłowo otrzymywany w reakcji siarczku cynku z chlorem. Po rozpuszczeniu cynku, jego tlenku lub węglanu w gorącym kwasie solnym i odparowaniu roztworu uzyskuje się monohydrat, ZnCl
2·H
2O. Znane są też hydraty zawierające 1,5, 2,5, 3 lub 4 cząsteczki wody krystalizacyjnej.